# Ultimate Epic Battle Simulator
Ultimate Epic Battle Simulator ist ein Schlachtfeld-Simulationsspiel aus dem Jahr 2017.

## Spielprinzip
In dem Spiel kann man zwei Fraktionen gegeneinander antreten lassen. Dies können zum Beispiel historische Einheiten und Persönlichkeiten (z. B. Katapulte, Ritter, Soldaten oder Jesus Christus), Film- und Comiccharaktere (z. B. Chuck Norris oder Godzilla), Tiere oder Fantasiewesen (z. B. Orks oder Trolle) sein. Diese haben unterschiedliche Fähigkeiten und Waffen zur Verfügung. Der Spieler hat außerdem die Möglichkeit, das Schlachtfeld und die Positionierung und Anzahl der Einheiten festzulegen. Mittels einer künstlichen Intelligenz kämpfen die Einheiten gegeneinander, bis keine feindliche Einheit mehr übrig bleibt.

## Entwicklung und Veröffentlichung
Das Spiel wurde von einer Person entwickelt und erstmals am 12. April 2017 in der Early access auf Steam veröffentlicht. Zuvor war es bereits in Steam Greenlight verfügbar. Die Vollversion erschien am 2. Juni 2017.

## Rezeption
Die GameStar berichtet über den Simulator, er sei weniger ein Spiel als ein technisches Spielzeug, bei dem man gewaltige Armeen aufeinanderprallen lassen könne. Da es keine Einheitenbegrenzung gebe, mache irgendwann allerdings jede Computer-Hardware schlapp.
PC Games Hardware bezeichnet das Spiel als ein Indie-Game eines 1-Mann-Teams, welches dem Spieler eine riesige Sandbox anbietet, um gigantische Massenschlachten zwischen abertausenden von Einheiten zu simulieren. Generell werden aber von manchen Spielern fehlende Spielinhalte kritisiert und sie sagen, es sei nicht mehr als ein nettes Tool, habe aber viel Potenzial und biete lustige Szenen und Momente.

## Trivia
- Auf YouTube werden Videos zu einzelnen Schlachten hochgeladen, die teilweise mehrere Millionen Aufrufe haben.[1][5][6]